# Andrena w-scripta
Andrena w-scripta är en biart som beskrevs av Henry Lorenz Viereck 1904. Andrena w-scripta ingår i släktet sandbin, och familjen grävbin. Inga underarter finns listade i Catalogue of Life.